# NGC 6824
NGC 6824 ist eine Spiralgalaxie vom Hubble-Typ Sab im Sternbild Schwan am Nordsternhimmel. Sie ist schätzungsweise 161 Millionen Lichtjahre von der Milchstraße entfernt.
Das Objekt wurde am 16. September 1792 von dem Astronomen William Herschel mit einem 48-cm-Teleskop entdeckt.